# اندی میلنر
اندی میلنر (انگلیسی: Andy Milner؛ زادهٔ ۱۰ فوریهٔ ۱۹۶۷) بازیکن فوتبال اهل بریتانیا است.
از باشگاه‌هایی که در آن بازی کرده‌است می‌توان به باشگاه فوتبال کندال تاون، باشگاه فوتبال مورکم، باشگاه فوتبال روچدیل، باشگاه فوتبال منچستر سیتی، باشگاه فوتبال نورتویچ ویکتوریا، و باشگاه فوتبال هرفورد یونایتد اشاره کرد.